# Amblynotus rupestris
Amblynotus es un género monotípico de plantas con flores perteneciente a la familia Boraginaceae. Su única especie, Amblynotus rupestris, es originaria de Asia. Comprende 5 especies descritas y de estas, solo una aceptada.

## Descripción
Tiene varios tallos para numerosos, erectos, ascendentes o decumbentes, poco ramificados arriba, de 6-8 cm de alto. Hojas densamente estrigosas, la base del tallo y las hojas inferiores estrechamente espatuladas, 0,7-1,5 cm × 2-3 mm, atenuadas en la  base a un delgado pecíolo; en la parte superior del tallo las hojas son sésiles, estrechamente obovadas a linear-oblanceolate, más pequeñas. Inflorescencias de 1-3 cm, con varias flores, brácteas estrechamente obovadas a linear-oblanceoladas, pero más pequeñas. Flores corto pediceladas. Cáliz con lóbulos de 2 mm, no ampliado en la fruta. Corola de color azul, tubo de   1,5 mm; apéndices garganta semilunar, carnosos; de 5 mm de ancho. El fruto en forma de nuez  amarilla-blanca, ovadas oblicua, de 1.5-2 mm, adaxialmente quilla longitudinal, abaxialmente redondeadas, ápice obtuso. Semillas marrón, dorsiventralmente comprimido, ovadas. Fl. Abril-julio.

## Distribución
Se encuentra en Heilongjiang, Mongolia Interior, Xinjiang, Kazajistán, Mongolia y Rusia.

## Taxonomía
Amblynotus rupestris fue descrita por (Pall. ex Georgi) Popov ex Serg.  y publicado en Spisok Rast. Gerb. Fl. S.S.S.R. Bot. Inst. Vsesojuzn. Akad. Nauk 12: 61, in obs. 1953
Sinonimia
- Amblynotus chinganicus A.I.Baranov & Skvortsov
- Amblynotus dauricus (Pall. ex Roem. & Schult.) I.M.Johnst.
- Amblynotus obovatus (DC.) I.M.Johnst.
- Anchusa pauciflora Roem. & Schult.
- Anchusa rupestris (Pall.) Sweet
- Eritrichium dauricum (Pall. ex Roem. & Schult.) Brand
- Eritrichium obovatum (Ledeb.) A.DC.
- Eritrichium rupestre (Pall. ex Georgi) Bunge
- Myosotis davurica Pall. ex Roem. & Schult.
- Myosotis obovata Ledeb.
- Myosotis rupestris Pall. ex Georgi basónimo[3]